# Котантен
Котанте́н (фр. Cotentin, норманд. Cotentîn) — полуостров на северо-западе Франции, в департаменте Манш, между заливами Сен-Мало и Сены. Представляет собой скалистый выступ нормандского побережья Ла-Манша на север в сторону Нормандских островов, высотой до 191 м. Берёт название от города Кутанс, который в свою очередь назван в честь императора Констанция Хлора. Жизнь котантенцев XIX века составляет предмет ряда романов Барбе д'Оревильи. Самый крупный город — Шербур-Октевиль, отчего в последнее время Котантен называют также Шербурским полуостровом.

## Население
На территории полуострова расположены следующие населённые пункты:
- Шербур-Октевиль
- Сен-Ло
- Кутанс
- Гранвиль
- Валонь
- Турлавиль
- Картере
- Карантан
- Сен-Ва-ла-Уг
- Барфлер

## Топонимы
Многочисленные топонимы на полуострове имеют скандинавское происхождение, что указывает на заселение последнего выходцами из Скандинавии. 